# Michail Petrowitsch Klodt

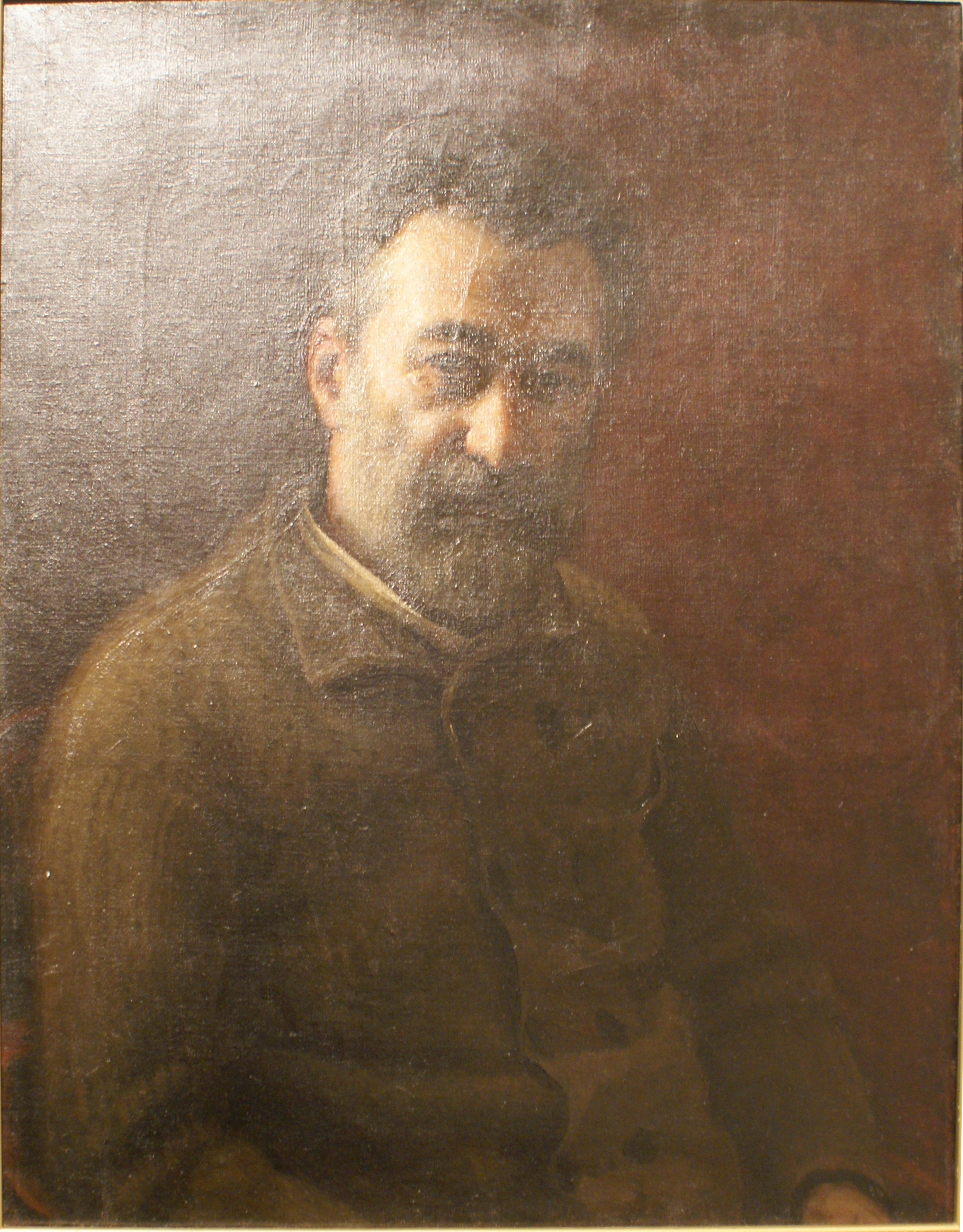
Selbstporträt, 1890er Jahre

Baron Michail Petrowitsch Klodt (eigentlich Michail Clodt von Jürgensburg; russisch Михаил Петрович Клодт; * 17. Septemberjul. / 29. September 1835greg. in Sankt Petersburg; † 7. Januarjul. / 20. Januar 1914greg. ebenda) war ein russischer Genremaler und Radierer, der sich in seinen Werken auf historische Szenarien spezialisierte.

## Leben
Klodts Vater war der russische Bildhauer von deutschbaltischem Adelsgeschlecht Peter Clodt von Jürgensburg (1805–1867). Michail Klodt studierte zunächst beim Künstler Alexander Alexejewitsch Agin, von 1852 auf der Russischen Kunstakademie von Sankt Petersburg bei Alexej Markow. Im Jahre 1861 überreichte man ihm für sein Werk Poslednjaja Wesna (dt. „Der letzte Frühling“) die Goldmedaille. 1857–1860 arbeitete Michail Klodt in Paris, wurde als anerkannter Künstler seines Landes vom Russischen Reich gefördert, und reiste zusammen mit seinem Cousin Michail Konstantinowitsch Klodt, der ebenfalls Künstler war, quer durch Frankreich. 1862–1865 lebte er in München.
Für sein Gemälde Derewenskije Krasawizy (dt. „Bäuerliche Schönheiten“) sowie für Woswraschtschenije s polja (dt. „Die Rückkehr vom Feld“) erlangte Klodt im Jahre 1867 den Rang eines Akademikers, 1872 den eines Professors. Sein Gemälde mit dem Namen Musykant (dt. „Der Musiker“) zog das Interesse des bedeutenden, russischen Kunstsammlers Pawel Michailowitsch Tretjakow auf sich. Michail Klodt war einer der Gründungsmitglieder der sogenannten Peredwischniki wie auch der Gemeinschaft russischer Aquarellisten. Er lehrte auf der Kunstschule des Kaiserlichen Verbandes zur Kunstförderung (1865–1867, 1875–1913) und leitete zudem einen Aquarell-Unterricht an der Schule des russischen Barons Alexander von Stieglitz. Von 1869 bis 1871 war Klodt als Zeichner bei der Expedition der Archäologischen Kaiserlichen Kommission auf der Taman-Halbinsel tätig. 1895 bis 1914 arbeitete er als Restaurator in der Petersburger Eremitage.